# DM i svæveflyvning 2023
Danmarksmesterskabet (DM) i svæveflyvning 2023 gennemførtes af to omgange fra Svæveflyvecenter Arnborg i perioderne 18. - 28. maj og 15. - 23. juli 2022.
Første periode havde deltagelse af 57 fly og havde gunstigt vejr til at opnå otte gyldige konkurrencedage. En enkelt dag blev flyene sendt ud på en 460 km lang opgave.
I sidste periode gennemføres konkurrencen for junior-klassen sammen med Sun-Air Cup.

## Vindere
Konkurrencen havde følgende klassevindere:
- For 18-meter klasse: Arne Boye-Møller fra Svæveflyveklubben SG-70 i en Jonker JS-3 Rapture[2]
- For klubklasse: Rasmus Ørskov fra Svæveflyveklubben SG-70 i en Schleicher ASW 20[3]
- For 15-meter klasse: Poul Kim Larsen fra Midtsjællands Svæveflyveklub i en Schempp-Hirth Ventus-2[4]
- For standardklasse: Lasse Edslev fra Aarhus Svæveflyveklub i en Rolladen Schneider LS8[5]
- For junior-klasse: Lasse Edslev fra Aarhus Svæveflyveklub i en Rolladen Schneider LS8[6]
- For 2-sædet klasse: Jørgensen & Andersen fra Midtsjællands Svæveflyveklub i en Schempp-Hirth Arcus[7]